# Чемпионат мира по шоссейным велогонкам 1927
7-й чемпионат мира по шоссейному велоспорту проходил в немецком городе Нюрбург 21 июля 1927 года. Это первый чемпионат на котором велогонщики были разделены на две категории: профессионалы и любители.

## Детали
21 июля 1927 года на автодроме «Нюрбургринг» состоялась мужская гонка чемпионата мира по шоссейному велоспорту. В ней приняло участие 55 велогонщиков, включая 22 профессионала и 33 любителя. Гонка проводилось перед небольшим количеством зрителей, так как велоспорт не был очень популярным видом спорта в Германии в то время. Несмотря на запланированные восемь кругов, многие гонщики снялись с дистанции уже через несколько кругов. На седьмом круге итальянец Бинда оторвался от других участников, и смог финишировать первым. Бельгиец Жан Артс занял пятое место на финише и стал лучшим среди любителей. Из 55 стартовавших велогонщиков только 18 (10 профессионалов и 8 любителей) смогли завершить гонку.

## Программа чемпионата
| Дата            | Дисциплина              | Маршрут              | Дистанция       | Круги           |
| Групповые гонки | Групповые гонки         | Групповые гонки      | Групповые гонки | Групповые гонки |
| --------------- | ----------------------- | -------------------- | --------------- | --------------- |
| 21 июля         | Мужчины — Профессионалы | трасса «Нюрбургринг» | 182,5 км        | 8               |
| 21 июля         | Мужчины — Любители      | трасса «Нюрбургринг» | 182,5 км        | 8               |

## Результаты
Согласно:
| Велогонка     | Золото                  | Золото   | Серебро                                | Серебро  | Бронза                       | Бронза    |
| ------------- | ----------------------- | -------- | -------------------------------------- | -------- | ---------------------------- | --------- |
| Мужчины       |                         |          |                                        |          |                              |           |
| Профессионалы | Альфредо Бинда · Италия | 6ч37’29" | Константе Джирарденго · Италия         | + 7' 16" | Доменико Пьемонтези · Италия | + 10' 51" |
| Любители      | Жан Артс · Бельгия      | 6ч49’2"  | Рудольф Вольке · Веймарская республика | + 2' 33" | Микеле Ореккья · Италия      | + 5' 59"  |

## Медальный зачёт
*   Принимающая страна (Веймарская республика)
| Место          | Страна                 | Золото | Серебро | Бронза | Всего |
| -------------- | ---------------------- | ------ | ------- | ------ | ----- |
| 1              | Италия                 | 1      | 1       | 2      | 4     |
| 2              | Бельгия                | 1      | 0       | 0      | 1     |
| 3              | Веймарская республика* | 0      | 1       | 0      | 1     |
| Всего стран: 3 | Всего стран: 3         | 2      | 2       | 2      | 6     |